# Partido de Convergência Democrática – Grupo de Reflexão
Die Partido de Convergência Democrática – Grupo de Reflexão (PCD)  (deutsch Demokratische Konvergenz-Partei – Gruppe der Reflexion) ist eine Partei auf São Tomé und Príncipe. PCD konnte die ersten freien Wahlen 1991 mit absoluter Mehrheit für sich gewinnen und ist seitdem im Assembléia Nacional, der Nationalversammlung von São Tomé und Príncipe vertreten.

## Gründung
Nachdem im August das Referendum 1990 das Mehrparteiensystem in São Tomé und Príncipe einführte, gründeten am 4. November 1990 unter Führung von Leonel Mário d’Alva, dem ersten Premierminister des freien São Tomé und Príncipes, Dissidenten und ehemalige Parteimitglieder der Movimento de Libertação de São Tomé e Príncipe (MLSTP) zusammen mit Unabhängigen Partido de Convergência Democrática – Grupo de Reflexão (PCD).

### Vorsitzende der PCD
| Name | Name                    | Beginn der Amtszeit | Ende der Amtszeit |
| ---- | ----------------------- | ------------------- | ----------------- |
|      | Leonel Mário d’Alva     | Dezember 1990       | 1994              |
|      | Alda Bandeira           | 1994                | 2001              |
|      | José Luiz Xavier Mendes | 2001 (?)            | aktuell           |

## Wahlergebnisse
| Jahr | Ergebnis | Ergebnis | Sitze | Rang | Regierung                                                    |
| Jahr | Stimmen  | %        | Sitze | Rang | Regierung                                                    |
| ---- | -------- | -------- | ----- | ---- | ------------------------------------------------------------ |
| 1991 | 21.535   | 54,40    | 33/55 | 1    | Alleinregierung                                              |
| 1994 | 6.235    | 24,59    | 14/55 | 3    | Opposition                                                   |
| 1998 | 4.667    | 16       | 8/55  | 3    | Opposition                                                   |
| 2002 | 15.542   | 39,27    | 23/55 | 2    | Opposition (Wahlbündnis mit MDFM-PL)                         |
| 2006 | 19.640   | 37,70    | 23/55 | 1    | Opposition ab 2008 Große Koalition (Wahlbündnis mit MDFM-PL) |
| 2010 | 9.540    | 13,91    | 7/55  | 3    | Opposition                                                   |
| 2014 | 7.342    | 10,95    | 5/55  | 3    | Opposition                                                   |
| 2018 | 7.451    | 9,50     | 5/55  | 3    | (Wahlbündnis mit MDFM-PL und UDD)                            |